# Phật Mẫu Chuẩn Đề

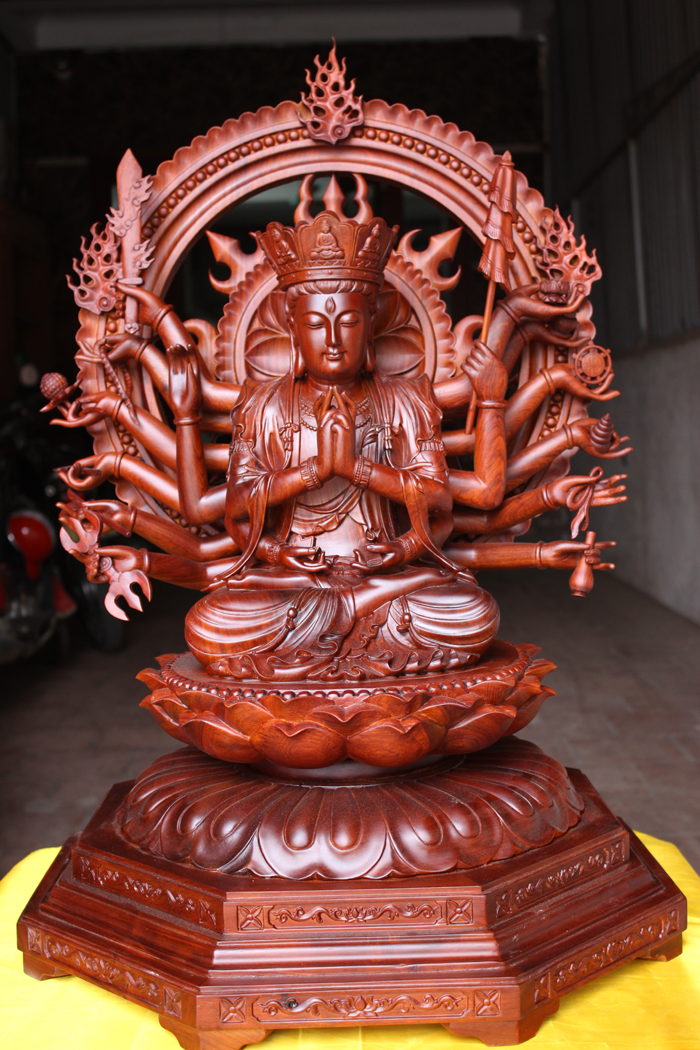
Tôn tượng Phật Mẫu Chuẩn Đề an vị tại Chùa Khánh Đức - huyện Chương Mỹ, Hà Nội

Phật Mẫu Chuẩn Đề (tiếng Phạn: Cundì hay Cunïdïhi (चुन्दी); chữ Hán: Thất Câu Chi Phật Mẫu, Thất Câu Đê Phật Mẫu hay Chuẩn Đề Bồ Tát) là một trong lục quan âm của Phật giáo. Trong Tạng Giới Man Đa La ghi Chuẩn Đề là một trong 3 vị Phật Mẫu thuộc Biến Tri Viện.
Chuẩn Đề là một vị bồ tát trong trường phái Đại thừa, và đặc biệt được nhắc đến nhiều trong Kim cương thừa. Bà được xem là Bhagavathi (trong tiếng Phạn có nghĩa là "nữ thần"), hay "mẹ của các Phật", và thường được xem là ngang hàng với Quán Thế Âm. Chuẩn Đề có thể có liên quan đến vị nữ thần Chandi trong Ấn Độ giáo.
Trong các tác Phẩm khác là Phong thần diễn nghĩa,Các Độc Giả suy Đoán nhân vật Chuẩn Đề Đạo Nhân 1 trong 2 tây Phương Nhị Thánh(Bên cạnh Tiếp Dẫn Đạo Nhân) được cho là lấy cảm hứng từ Phật Mẫu Chuẩn Đề .Tuy Nhiên nó chỉ dừng ở Suy đoán, Đơn giản có thể hiểu nhân vật Chuẩn Đề Đạo Nhân là chỉ là một nhân vật hư cấu được tác giả tác giả Hứa Trọng Lâm sáng tạo ra , giống như nhân vật Hồng Quân lão tổ Và Thông Thiên giáo chủ .

## Thân vị

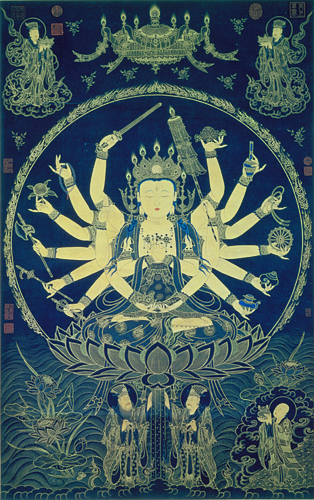
Tranh vẽ Chuẩn Đề Bồ Tát, dùng mực bằng vàng, niên đại thời nhà Minh.

Thân vị Bồ-tát nầy có màu vàng trắng hay màu vàng lợt, ngồi kiết gia trên đài sen, có hào quang tỏa sáng xung quanh, mình mặc thiên y, trên đầu trang điểm ngọc anh lạc. Đầu đội mão báu có ngọc lưu ly rũ treo, có 18 tay đều đeo vòng xuyến khảm Xà Cừ và mỗi tay đều cầm các loại khí cụ biểu thị cho các Tam Muội Gia, gồm có 3 mắt. Vị Bồ-tát nầy chuyên hộ trì Phật pháp và bảo hộ những chúng sinh có mạng sống ngắn ngủi được thọ mạng lâu dài. Pháp môn tu hành của vị Bồ-tát nầy là trì tụng bài chú: Nam mô tát đa nẫm, tam miệu tam bồ đà Câu chi nẫm, đát diệt tha: án, chiết lệ chủ lệ chuẩn đề ta bà ha.
Hiện thân của Chuẩn Đề Bồ Tát có nhiều hình hài, nhưng chân thân của bà được cho là:
- Biểu tượng có nhiều vẻ quang minh tốt đẹp, đều chiếu diệu cả mình, còn thân tướng thì sắc vàng mà có lằn điển quang trắng.
- Chỉ ngồi kiết già, trên thì đắp y, còn dưới thì mặc xiêm đều trọn một sắc trắng mà có bông, lại có đeo chuỗi anh lạc và trên ngực có hiện ra một chữ "vạn".
- Còn hai cườm tay có đeo hai chiếc bằng ốc trắng, hai bên cánh tay trỏ có xuyến thất châu coi rất xinh lịch, lại hai trái tai có được ngọc bửu đương và trong các ngón tay đều có đeo vòng nhỏ.
- Trên đầu thì đội mão Hoa quang, trên mão ấy có hóa hiện ra 5 vị Như Lai.
- Khuôn mặt có 3 mắt, mỗi con mắt ấy có ánh nhìn sắc sảo.
- Toàn thân có mười tám cánh tay, mỗi bên chín cánh.
- Hai bàn tay ở trên hết thì kiết ấn Chuẩn đề, như tướng đương lúc thuyết pháp.
- Tay trái thứ hai cầm lá phướn như ý, còn tay mặt cầm cái thí vô úy.
- Tay trái thứ ba cầm một bông sen đỏ, còn tay mặt cầm cây gươm.
- Tay trái thứ tư cầm một bình nước, còn tay mặt cầm một xâu chuỗi Ni ma bửu châu.
- Tay trái thứ năm cầm một sợi dây Kim cang, còn tay mặt cầm một trái la ca quả.
- Tay trái thứ sáu cầm một cái bánh xa luân, còn tay mặt cầm một cái búa.
- Tay trái thứ bảy cầm cái pháp loa, còn tay mặt cầm cái thiết câu.
- Tay trái thứ tám cầm một cái bình như ý, còn tay mặt cầm một cái chày kim cang.
- Tay trái thứ chín cầm một cuốn Kinh Bát nhã Ba La Mật, còn tay mặt cầm một xâu chuỗi dài.
- Bồ tát Chuẩn Đề ngồi trên tòa sen, dưới có hai vị Long Vương ủng hộ.

## Chuẩn đề phật mẫu oai linh chú (chú Chuẩn đề)
Theo Chuẩn Đề Đà la ni kinh (Cundī Dhāraṇī Sūtra), chú Chuẩn Đề được ghi như sau:
Tiếng Phạn
namaḥ saptānāṃ samyaksaṃbuddha koṭīnāṃ tadyathā

oṃ cale cule cunde svāhā

Phiên âm tiếng Việt:
{{Khể thủ quy y Tô Tất Đế, đầu diện đảnh lễ Thất Câu Chi, Ngã kim xưng tán Đại Chuẩn Đề, duy nguyện từ bi thùy gia hộ. Nam mô tát đa nẫm tam miệu tam bồ đề câu chi nẫm đát điệt tha

Úm, chiết lệ, chủ lệ, Chuẩn Đề ta bà ha}}
Dịch nghĩa
| “ | Tôi quy y trước bảy mươi tỷ hoàn hảo giác ngộ chư Phật. Này đây: Om! chuẩn đề! chuẩn đề! Cầu mong lời nguyện thanh tịnh này có thể là sự thật! | ” |

Dịch thơ:
Cúi đầu quy kính pháp viên thành
Đỉnh lễ đủ bảy trăm ức Phật
Con nay xưng tán Đức Chuẩn Đề.
Nhờ lượng từ bi thương ủng hộ.
Trong bộ kinh này, Đức Phật Thích Ca cũng giảng giải về tác dụng của việc tụng bài chú Chuẩn Đề. Bài chú được cho là gắn với khả năng thanh tịnh, nâng đỡ trong tự nhiên và liên quan chặt chẽ đến việc giải thoát cho bản thân.
| “ | Nếu có tỳ khưu, tỳ khưu ni, ưu bà tắc, ưu bà di nào thọ trì đọc tụng thần chú này mãn 80 vạn biến thì những tội ngũ vô gián đã tạo từ vô lượng kiếp đến nay hết thảy đều được tiêu diệt. Sanh ra chỗ nào cũng gặp chư Phật và Bồ Tát, đời sống tư sanh tùy ý đầy đủ, đời đời thường được xuất gia, trì đủ luật nghi tịnh giới của Bồ Tát, thường sanh nhơn thiên, không đọa ác thú, thường được chư thiên thủ hộ. Nếu có những người tại gia nam nữ thường trì tụng, thì nhà kẻ ấy không có khổ não tai ương, bịnh khổ. Ra làm việc gì đều được hanh thông, nói ra lời gì đều được tín thọ. Nếu tụng thần chú này mãn 10 vạn biến trong chiêm bao thấy được chư Phật, Bồ Tát, Thanh Văn, Duyên Giác tự thấy trong miệng mửa ra vật đen. Nếu có ngũ nghịch tội thì không được thấy những hảo mộng như vậy. Nên tụng mãn 70 vạn biến thì sẽ được thấy những tướng như trước cho đến mộng thấy mửa ra sắc trắng như sữa, cơm, vân vân thời phải biết người đó tội diệt, được tướng thanh tịnh. | ” |